# Faymonville (Weismes)
Faymonville (deutsch Außenborn) ist ein belgisches Dorf  mit rund 1000 Einwohnern, das seit der Gemeindefusion von 1977 als Ortsteil zur Gemeinde Weismes gehört. Der Ort liegt im Tal der Warchenne, einem Nebenfluss der Warche. Die Umgebung des Ortes ist durch landwirtschaftliches Grünland geprägt.

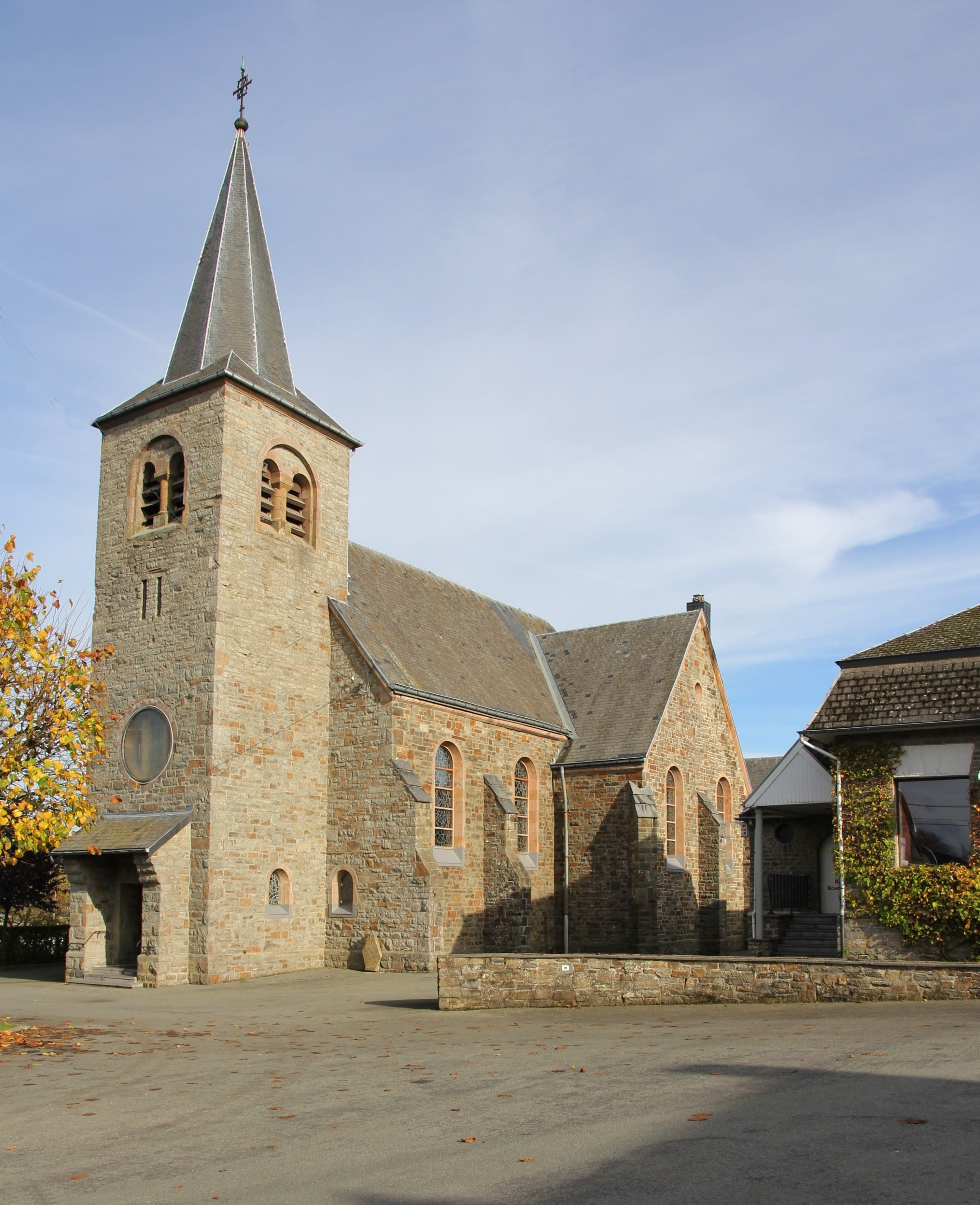
Kirche von 1911
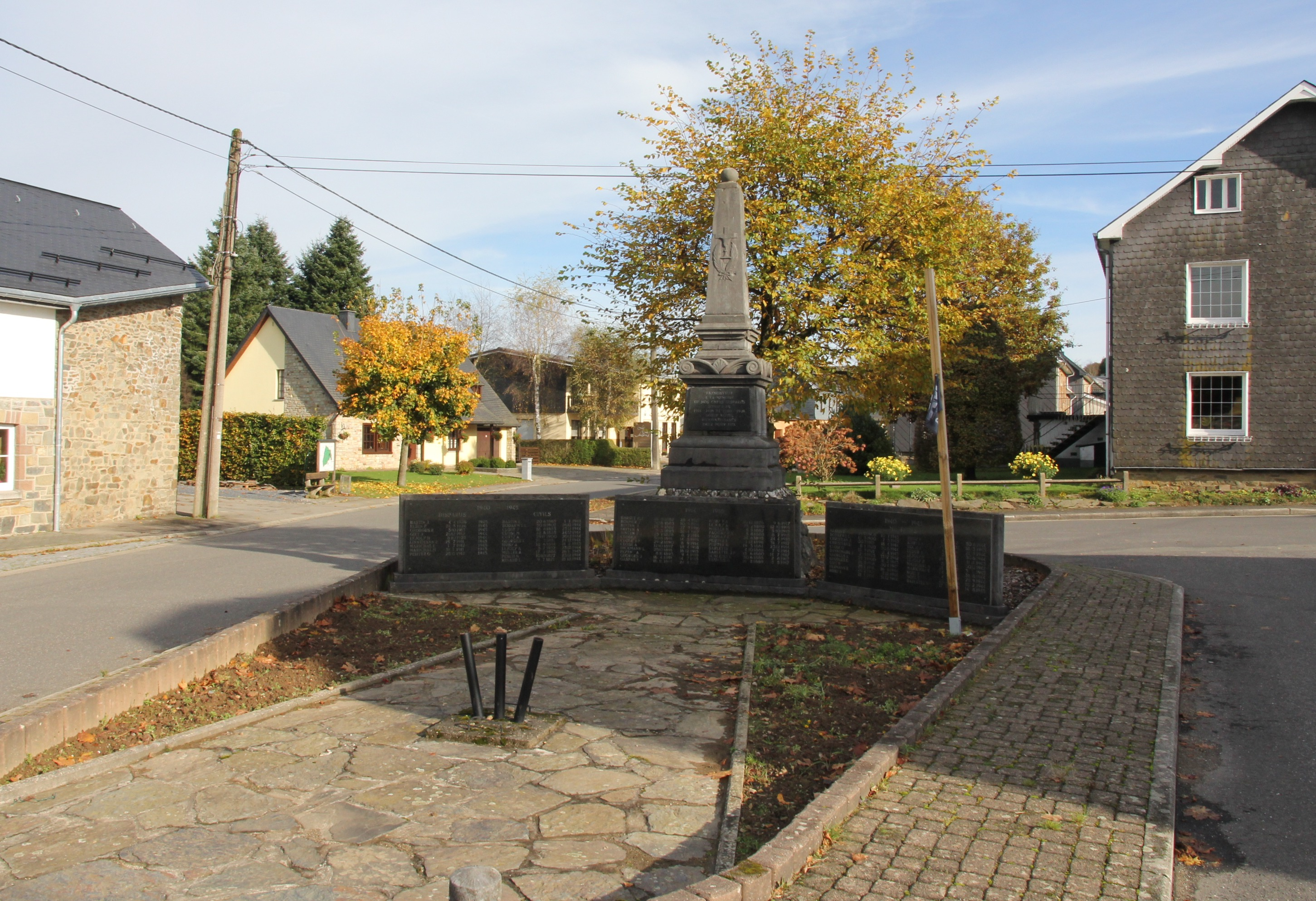
Denkmal für die Toten des Zweiten Weltkrieges
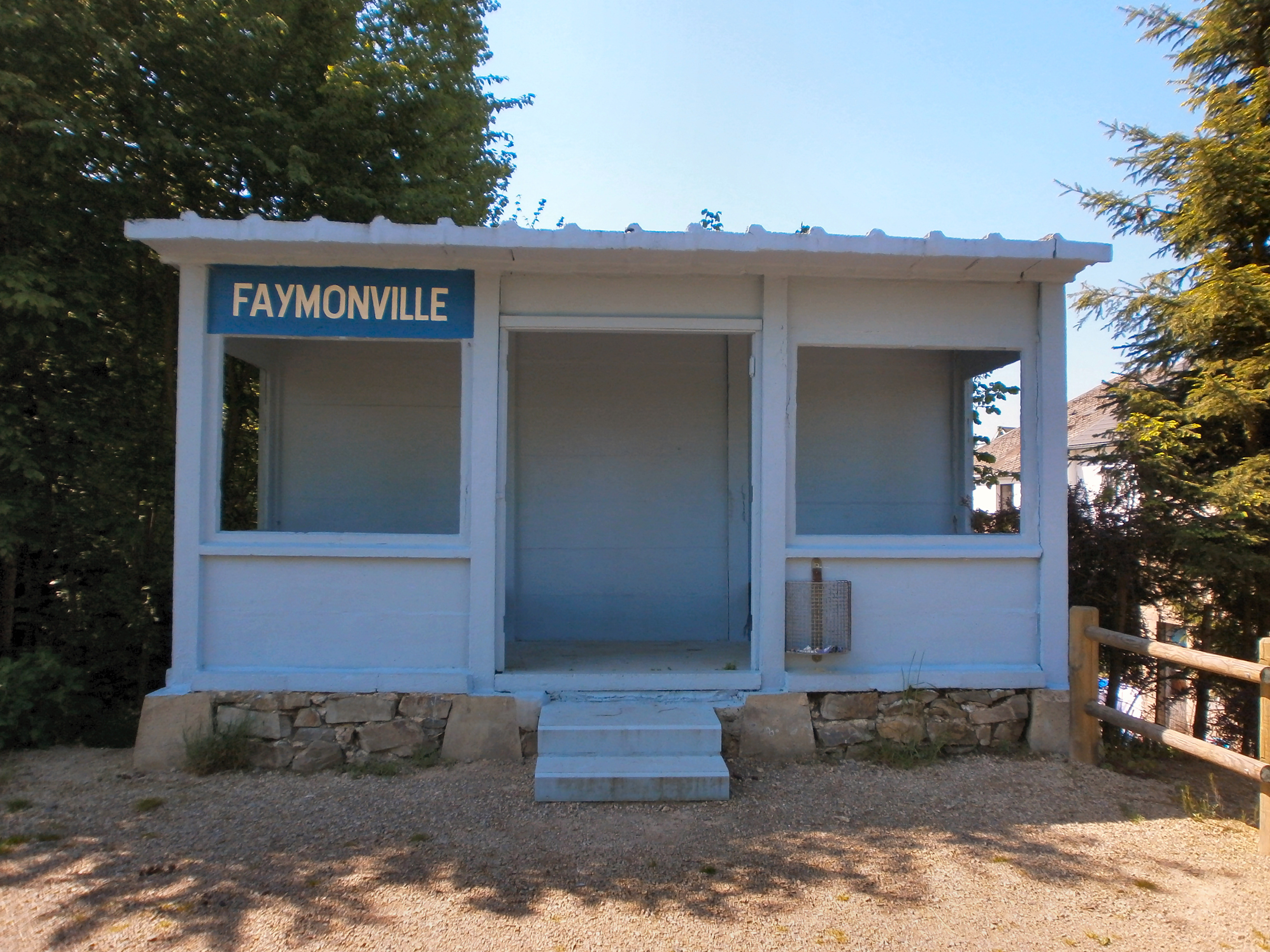
Restauriertes Wartehäuschen an der ab 2003 abgerissenen Vennbahn
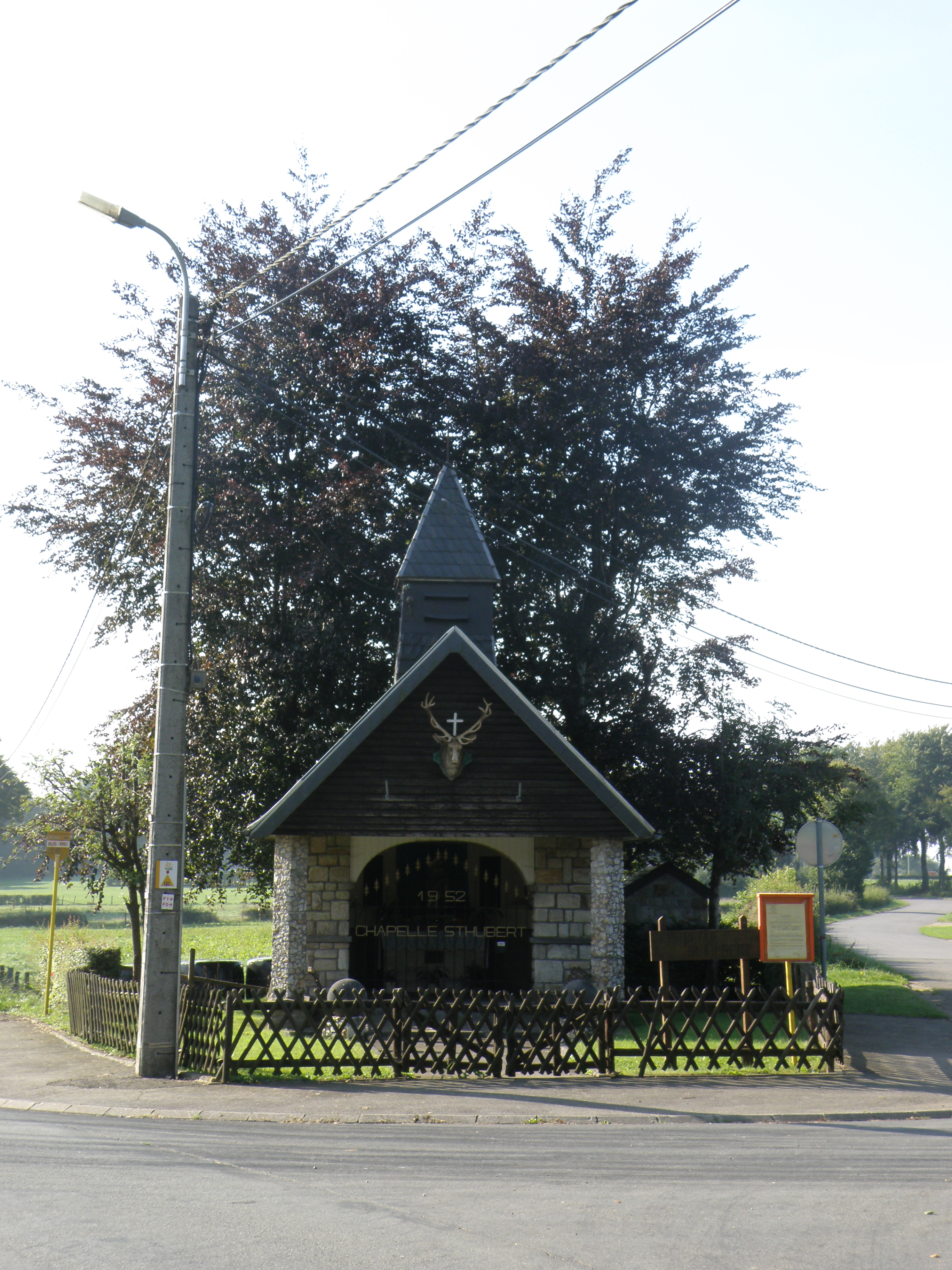
Kapelle St. Hubert

Faymonville liegt ungefähr 1,5 Kilometer südöstlich von Weismes. Der französischsprachige Ort befindet sich unmittelbar an der deutsch-französischen Sprachgrenze; das Nachbardorf Schoppen, 2 Kilometer südöstlich gelegen, ist bereits deutschsprachig (→ deutschsprachige Gemeinschaft).

## Geschichte

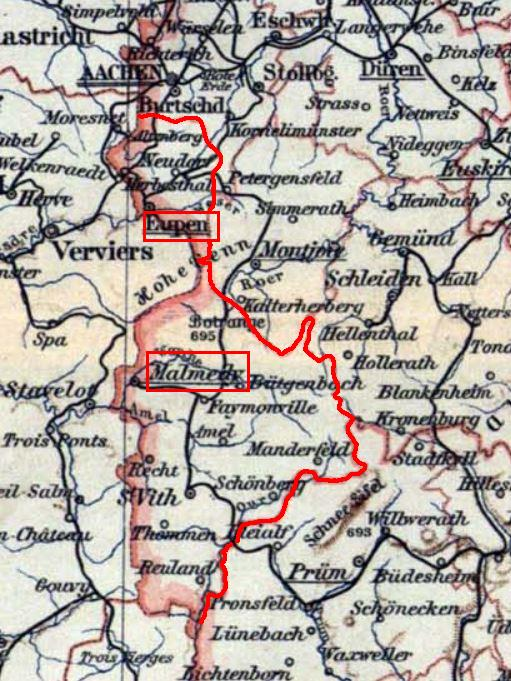
Auch in der Karte der preußischen Rheinprovinz in der 4. Ausgabe des Meyers Konversations-Lexikon (1885–1890) wird der französische Name Faymonville verwendet. Weismes, wo die Stichstrecke nach Malmedy abgeht, ist hier dagegen nicht verzeichnet.

Der deutsche Name des Ortes war Außenborn, dies bezeichnet die Lage jenseits des Höhenzuges (Birt), der die Wasserscheide bildet, die den ehemals zum Hof Bütgenbach gehörenden Ort vom Hauptort trennt.
Aus Urkunden des 17. Jahrhunderts geht hervor, dass 1601 Einwohner eine Wiese des Herren von Bütgenbach auf Ussenbirt zu mähen hatten. 1626 wurde Faymonville in den Steuerrollen geführt. 1701 ließ M. von Reiffenberg, Herr von Bütgenbach, eine Kapelle errichten, weil der Ort inzwischen mehr als 35 Feuerstellen zählte. Die Einwohner mussten sich an den Kosten beteiligen. Die alte Kapelle wich 1911 dem Bau einer neuen Kirche.
Von 1794 bis 1814 war Faymonville (wie das gesamte linke Rheinufer) unter französischer Herrschaft (Franzosenzeit). 1873 wurde im Zuge der Germanisierung die wallonische Sprache in Verwaltung, Schule und Kirche verboten. 
Ein hartnäckiger Kämpfer gegen diese Verordnungen war der aus Faymonville gebürtige Priester, Abbé Joseph Bastin (1876–1939).
Mit der Eröffnung der Vennbahn der Preußischen Staatsbahn am 4. November 1889 hatte Faymonville einen Bahnanschluss. In Fayonville zweigte die 17,1 km lange Bahnstrecke Waimes–Trois-Ponts (auch bekannt als  Bahnstrecke Waimes–Stavelot) ab. An der Strecke lag auch Malmedy. 
Im Versailler Vertrag (Artikel 27) wurde 1920 u. a. festgelegt, dass Faymonville zu Belgien kam.
Während der Ardennenoffensive der Wehrmacht (Dezember 1944 und Januar 1945) wurde Faymonville fast völlig zerstört.
Der Personenverkehr auf der Bahnstrecke von Kalterherberg nach Malmedy durch Faymonville wurde 1959 eingestellt. Es gab bis 2002 noch Güterverkehr und die letzten touristischen Züge der Vennbahn fuhren 2006. Ab November 2007 wurde die Bahnstrecke demontiert.

## Tourismus
Seit 2012 durchquert der Vennbahnradweg von Aachen nach Ulflingen den Ort.

## Trivia
Die Bewohner von Faymonville bezeichnen sich selbst als „Türken“ und auch in den Nachbarorten werden sie so bezeichnet. In diesem Zusammenhang heißt auch der örtliche Fußball Club RFC Turkania Faymonville.